# Heute (programma televisivo)
heute (oggi in tedesco) è il telegiornale della rete televisiva tedesca ZDF. Oltre alle notizie comprende le previsioni meteorologiche e le notizie sportive. L'edizione principale va in onda alle 19:00.

## Redazione
Dispone di una redazione centrale di circa 100 giornalisti che provvedono a scrivere le notizie. I filmati sono invece inviati dai corrispondenti tedeschi ed esteri e hanno una durara tipica compresa fra 1 minuto e 10 secondi e 1 minuto e 40 secondi.

## Storia
Il telegiornale ha iniziato le trasmissioni in contemporanea con la nascita della rete televisiva, il nome heute è stato deciso l'8 febbraio.
Dal 1994 è in edizione anche notturna. In effetti veniva trasmesso da uno studio differente, in genere direttamente dall'interno della redazione. Grazie al relativo successo di pubblico, ora l'edizione notturna viene trasmessa dallo studio principale.

## Edizioni
Le edizioni di heute sono prodotte in alternanza con quelle di Tagesschau, il telegiornale di ARD, il primo canale televisivo pubblico tedesco. Quando heute va in onda, viene trasmesso:
- Prime edizioni fra le 5:30 e le 9:00
- Edizione delle 10:00
- Edizione di mezza giornata delle 12:00
- Edizione breve delle 13:00

Tutti i giorni, dal lunedì al venerdì, heute viene trasmesso
- Edizione delle 14:00, con particolare attenzione alle notizie dall'interno
- Edizione delle 15:00, con particolare attenzione allo sport
- Edizione delle 16:00, con particolare attenzione alle notizie provenienti da tutta Europa
- Edizione delle 17:00, completa
- Edizione delle 19:00, la principale
- Edizione delle 21:45, a chiusura della prima serata
- Edizione della notte, verso mezzanotte
- Edizione notturna fra le 1:30 e 4:00

## La sigla
La sigla delle edizioni è composta con le lettere dell'alfabeto Morse che servono a scrivere il titolo heute (···· · ··- - ·).